# Magus Wampyr Daoloth
Magus Wampyr Daoloth, auch bekannt als Morbid und The Magus, ist ein griechischer Keyboarder, Bassist, Sänger und Musikproduzent, der in eine Reihe von Musikgruppen involviert ist.

## Biografie
Daoloth nannte sich zunächst Morbid, bevor er als Magus Wampyr Daoloth und The Magus auftrat. Seine erste Metal-Band war Rot, eine Thrash-Metal-Band. Er spielte auch in der Black-Metal-Band Mortify und der Death-/Thrash-Metal-Band Necromancy. Im November 1989 gründete er mit Baron Blood die Band Necromantia, die bis heute vier Alben, sowie diverse weitere Veröffentlichungen vorweist. Von 1992 bis 1994 schloss er sich der Gruppe Rotting Christ an. Er ist auf der EP Passage to Arcturo, dem Debütalbum Thy Mighty Contract und dem Nachfolger Non Serviam zu hören. Er verließ die Gruppe 1994, da ihm die neue Ausrichtung der Band, die sich eher am Gothic Metal orientierte, nicht gefiel. 1993 formierte er mit Sakis Tolis von Rotting Christ das Seitenprojekt Thou Art Lord, bei dem er auch den Bass übernahm, und wurde kurzzeitig Bassist der Band Zemial, zu deren EP For the Glory of UR er auch Intro und Outro beisteuerte. Er komponierte auch das Intro zu Varathrons Debütalbum His Majesty at the Swamp, an dem er auch als Produzent und Toningenieur mitwirkte.
Von 1994 bis 1996 hatte er mit dem finnischen Sänger Mika Luttinen (Impaled Nazarene) das elektronische Projekt Diabolos Rising und war auch am Nachfolger RAISM beteiligt. 1993 gründete er außerdem das Industrial-Projekt N.A.O.S., das bis 1999 aktiv war.
1994 koproduzierte er das Debütalbum der Gruppe Septic Flesh, in der er kurze Zeit Keyboard spielte. Ebenso produzierte er zahlreiche Tonträger anderer griechischer Gruppen wie u. a. Legion of Dooms zweites Album For Those of the Blood. Mit Hypervorea Records, aus denen später Black Lotus Records hervorgehen sollte, unterstützte Magus Wampyr Daoloth die griechische Black-Metal-Szene. Am Nachfolger war er nicht mehr beteiligt. Er gab auch das griechische Okkult-Magazin Promethean Circle heraus und wirkte an der ersten Ausgabe des Magazins Filosofem mit, an dem auch Michael Moynihan, David Myatt, Kerry Bolton, Varg Vikernes und Vidar von Herske mitarbeiteten.
Mit Gunther Theys von Ancient Rites und Sotiris Vayenas von Septic Flesh zusammen war er Gründungsmitglied von Danse Macabre. Von dieser Besetzung existieren allerdings nur zwei Lieder für eine nie veröffentlichte EP. Die Lieder sind dem Debütalbum Totentanz beigefügt, das 1998 erschien.
Er war Mitglied des Gothic-Rock-Projekts Wampyre ShadowWolf, dessen einziges Album Wampyricon 1996 erschien; auf diesem ist Ian Read von Fire + Ice als Gastsänger (im ersten Lied Invocation of My Demon Brother) zu hören.

## Ideologie
Die Texte von The Magus basieren auf dem Satanismus; ebenso wie seine Band Necromantia, steht auch er selbst der Church of Satan ideologisch nahe, die einen atheistischen Standpunkt vertritt und die Figur Satans als Archetypen deutet. Seine Kompositionen basieren meist auf den Texten, die die Atmosphäre und Richtung der Lieder bestimmen und auf die die Musik abgestimmt wird.
The Magus sieht die Attische Demokratie als das perfekte politische System an und äußert sich gegen sowohl das allgemeine als auch das Frauenwahlrecht; er fordert eine konservative politische Revolution, da Menschen seiner Meinung nach Tyrannen brauchen. Die Verbindung von rechtsextremer Ideologie und der Black-Metal-Szene bzw. dem Satanismus sieht er als logisch an, da sie seiner Meinung nach einige Gemeinsamkeiten aufweisen und eine Rückkehr zu alten Wertvorstellungen auch ein „Europa für Europäer“ impliziere. Gerüchten zufolge soll er Mitglied der rechtsextremen Band Iron Youth sein, dementiert dies allerdings vehement.

## Diskografie

### Mit Necromantia
- siehe Necromantia#Diskografie

### Mit Rotting Christ
- Passage to Arcturo (1991)
- Thy Mighty Contract (1993)
- Non serviam (1994)
- Aealo (Gesang bei ...Pir Threontai, 2010)

### Mit Diabolos Rising/RAISM
- siehe Diabolos Rising#Diskografie

### Mit Thou Art Lord
- siehe Thou Art Lord#Diskografie

### Mit N.A.O.S.
- The Final Harvest (1995)
- Iron Youth (Single, 1996)
- Melancholia (1996)
- Communion (1999)

### Mit Danse Macabre
- Totentanz (1998)

### Weitere Veröffentlichungen
- Necromancy · Rehearsal (Demo, 1988)
- Necromancy · Visions of Lunacy (Demo, 1989)
- Mortify · Dizziness of the Occult (Demo, 1990)
- Sadistic Noise · The Crush of Heaven (Single, 1990, Toningenieur)
- Mortify · …And Darkness Was Upon (Demo, 1993)
- Nightfall · Macabre Sunsets (1993, Toningenieur)
- Varathron · His Majesty at the Swamp (1993, Produzent und Toningenieur, Komposition des Intros)
- Tatir · Dark Autumn Nights (Demo 1995)
- Kawir · The Adored Cry of Olympus/Eumenides (Single, 1995, Produzent und Toningenieur)
- Elysian Fields · Adelain (1995, Produzent und Toningenieur)
- On Thorns I Lay · Sounds of Beautiful Experience (1995, Toningenieur)
- Septic Flesh · Esoptron (1995, Produzent und Toningenieur)
- Varathron · Walpurgisnacht (1995, Toningenieur)
- Septic Flesh · Mystic Places of Dawn (1996, Keyboards und Koproduzent)
- Agatus · Dawn of Martyrdom (1996, Produzent und Toningenieur)
- Obsecration · The Inheritors of Pain (1996, Toningenieur und Gastkeyboards)
- Tatir · Fons Archeron (Demo, 1996)
- Wampyre ShadowWolf · Wampyricon (1996)
- Zemial · For the Glory of UR (1996, Intro und Outro)
- Legion of Doom · For Those of the Blood (1997, Produktion)
- Varathron · The Lament of Gods (MCD, 1999, Toningenieur)
- Varathron · Crowsreign (2004, Produzent)